# Aoaraneus
Genre
Aoaraneus est un genre d'araignées aranéomorphes de la famille des Araneidae.

## Distribution
Les espèces de ce genre se rencontrent en Asie de l'Est.

## Liste des espèces
Selon World Spider Catalog (version 24, 20/07/2023) :
- Aoaraneus amabilis (Tanikawa, 2001)
- Aoaraneus octumaculalus (Han & Zhu, 2010)
- Aoaraneus pentagrammicus (Karsch, 1879)

## Systématique et taxinomie
Ce genre a été décrit par Tanikawa, Yamasaki et Petcharad en 2021 dans les Araneidae.

## Publication originale
- Tanikawa, Yamasaki & Petcharad, 2021 : « Two new genera of Araneidae (Arachnida: Araneae). » Acta Arachnologica, vol. 70, no 2, p. 87-101.